# モッピー (ポイントサイト)
モッピーは、国内主要ポイントサイトの一つ。運営会社は株式会社セレス。

## 概要
モッピーとは、株式会社セレスが運営する国内最大級のポイントサイト。会員数は累計1,000万人以上（運営会社発表）にのぼり、広告利用、動画視聴、アンケートや他サービスへの登録、資料請求、ECの利用などアフィリエイト広告へのアクションによりモッピーポイントを貯めることが可能なサービスとなっている。貯まったポイントは、1ポイント＝1円相当で現金や各種電子マネー、ギフト券、マイル、暗号資産へと交換が可能。
2005年5月よりフィーチャーフォン版Webサービスとしてサービス開始。その後、2010年4月、パソコン（PC）版Webサービスを開始、2011年7月、スマートフォン版Webサービスを開始。アプリ版サービスもある。
同社が運営していた他ポイントサイト（モバトク通帳やお財布.com）などを統合し、国内最大級の会員数（累計会員1200万人を突破：2024年4月時点）となる。

## ポイント交換先
現金への交換
銀行口座への振り込みを通じて交換可能。
ゆうちょ銀行、三菱UFJ銀行、三井住友銀行、みずほ銀行、ジャパンネット銀行、楽天銀行、GMOあおぞらネット銀行、その他各地銀口座や信用金庫口座にも対応。
電子マネー＆決済サービス
楽天ポイント、楽天Edy、nanacoポイント、WAONポイント、Tポイント、dポイント、LINEポイント、PayPal、Vプリカ、Pontaポイント、DMMポイント、マリオット・ボンヴォイ・ポイント
ギフト券、ギフトコード
Amazonギフト券、iTunesギフトコード、Google Playギフトコード、Gポイントギフト、QUOカードPay、ふわっちギフトコード
他社通貨＆暗号資産
ドットマネー、ポイント交換のPeX、bitFlyer
※2020年3月末時点

## キャラクター
リスをモチーフにした「モッピー君」がメインキャラクター。貯めたポイントを頬に貯め込むリスのキャラクターが女子高生や女子大生を中心とした女性に人気。モッピー君をはじめとしたキャラクターを用いたラインスタンプも発売されている。

## サイトの統廃合
モバトク通帳（MOBATOKU）
2013年12月、ファイブゲート株式会社より事業譲渡。2018年12月、モッピーにサービスを統合。
お財布.com
2015年4月、株式会社オープンキューブより事業譲渡。2019年10月、モッピーにサービスを統合。